# Otto Grube
Otto Grube (* 5. Dezember 1905 in Peine; † 27. November 1958) war ein deutscher sozialdemokratischer Politiker und Funktionär.

## Leben
Grube wurde nach der Volksschule Maurer. Er war ab 1924 Mitglied der freien Gewerkschaften und der Sozialistischen Arbeiterjugend. Später wurde er Vorsitzender der SPD in Schwarzenmoor und des örtlichen Reichsbanners. Im Bauarbeiterverband Bezirk Herford war er Schriftführer. 
In der Zeit des Nationalsozialismus war Grube bis 1939 Organisationsleiter einer illegalen Sozialistengruppe. Diese verteilte aus dem Ausland eingeschmuggelte Flugblätter in Ostwestfalen und im Land Lippe. Zwischen 1940 und 1945 war Grube Soldat. 
Nach der Rückkehr aus der Kriegsgefangenschaft wurde Grube 1945 Parteisekretär für den SPD Unterbezirk Herford. Außerdem war er ab 1946 Stadtverordneter und stellvertretender Fraktionsvorsitzender der SPD in Herford.  
Dem Landtag von Nordrhein-Westfalen gehörte Grube als direkt gewähltes Mitglied von 1947 bis zu seinem Tod für verschiedene Herforder Wahlkreise von der ersten bis zur vierten Wahlperiode an.